# Leptogenys sulcinoda
Leptogenys sulcinoda är en myrart som först beskrevs av Andre 1892.  Leptogenys sulcinoda ingår i släktet Leptogenys och familjen myror. Inga underarter finns listade i Catalogue of Life.